# Gignac (Vaucluse)
Gignac é uma comuna francesa na região administrativa da Provença-Alpes-Costa Azul, no departamento de Vaucluse. Estende-se por uma área de 8,15 km². Em 2010 a comuna tinha 70 habitantes (densidade: 8,6 hab./km²).